# Nincs szebb lány a magyar lánynál
A Nincs szebb lány a magyar lánynál kezdetű magyar népdalt Bartók Béla gyűjtötte a Pest-Pilis-Solt-Kiskun vármegyei Turán 1906-ban.
Feldolgozás:
| Szerző          | Mire                       | Mű                                                                  | Előadás |
| --------------- | -------------------------- | ------------------------------------------------------------------- | ------- |
| Bartók Béla     | két hegedű                 | Negyvennégy duó, 17. darab (II. füzet, 3. darab): Menetelő nóta (1) | [ 1 ]   |
| Szőnyi Erzsébet | négykezes zongora          | Zongoraiskola 2., IV/1. darab                                       |         |
| Máriássy István | zongora vagy ének és gitár | Elindultam szép hazámból, 35. kotta                                 |         |

## Kotta és dallam
| Nincs szebb lány a magyar lánynál, vékony, karcsú derekánál. Oly egyenes, mint a nádszál, maga jár a legény után. | Erre gyere, ne menj arra, jobb út van erre, mint arra. Erre gyere, szívem Mariskája, adj egy csókot utoljára. | Változatok: 1) |

## Felvételek
- Előválogató 2014. Joó Barbara  YouTube (2014. június 23.)  (Hozzáférés: 2016. április 18.) (videó) 2:20-tól.
- Népdal információ. cimbalom.nl (Hozzáférés: 2016. április 18.) (audió nóta és csárdás stílusban) arch
- Nincs szebb lány. Non Stop  YouTube (2012. július 11.)  (Hozzáférés: 2016. április 18.) (audió) 1:57-ig.
- Rózsa rózsa... Hetes fogat  YouTube (2011. július 28.)  (Hozzáférés: 2016. április 18.) (audió)